# The D-Boy Diary: Book 1
 The D-Boy Diary: Book 1 è il venticinquesimo album del rapper statunitense E-40. Pubblicato il 18 novembre del 2016 assieme a The D-Boy Diary: Book 2 sotto l'etichetta Heavy On The Grind Entertainment, vede la partecipazione di Gucci Mane, Jazze Pha, G-Eazy e B-Legit.
L'album entra nella Billboard 200 e nella chart degli album R&B/Hip-Hop.
| Recensione | Giudizio |
| ---------- | -------- |
| AllMusic   | [ 1 ]    |

## Tracce
1. Stack It To the Ceiling – 3:03 (musica: The Mekanix)
2. Straight To the Point (featuring Ezale and G-Eazy) – 3:24 (musica: DJ Mumblezz)
3. Savage (featuring Jazze Pha and B-Legit) – 4:00 (musica: Scorp Dezel, Mally Mall)
4. Puttin' In Work – 3:41 (musica: RAYTONA)
5. Mr. Arm & Hammer (featuring Stressmatic) – 3:41 (musica: Rick Rock)
6. Hunedz (featuring Rick Rock) – 3:26 (musica: Rick Rock)
7. Fired Up (featuring Cousin Fik) – 2:34 (musica: DecadeZ)
8. Bag on Me (featuring KD Stunts) – 2:50 (musica: DecadeZ)
9. Say So (featuring Istevie) – 3:43 (musica: Istevie)
10. Stay Away (featuring Eric Bellinger) – 3:38 (musica: Mike Free)
11. Somebody (featuring Ricco Barrino) – 2:55 (musica: ProHoeZak)
12. All Day (featuring Gucci Mane) – 3:23 (musica: Brandon "Brvndon P" Peavy)
13. The Grit Don't Quit (featuring Nef the Pharaoh) – 3:41 (musica: Ted DiGTL)
14. Fake Lit (featuring June Onna Beat) – 2:58 (musica: June Onna Beat)
15. Goon Music (featuring Stressmatic) – 3:55 (musica: Droop-E)
16. Gangsta Song (featuring Kent Jones) – 3:30 (musica: Kent Jones, iLLA)
17. Blessed By the Game – 3:07 (musica: DecadeZ)
18. We Flip (featuring Cousin Fik, Choose Up Cheese and Stressmatic) – 4:08 (musica: Droop-E)
19. I Had It In a Drought (featuring Stressmatic) – 4:21 (musica: ProHoeZak)
20. Check (featuring Willy Will) – 3:59 (musica: Zaytoven)
21. Made It Out (featuring Young Chu) – 3:45 (musica: Scorp Dezel)

Durata totale: 73:42

## Classifiche

### Classifiche settimanali
| Classifica (2016)         | Posizione massima |
| ------------------------- | ----------------- |
| Stati Uniti               | 178               |
| US Top R&B/Hip-Hop Albums | 13                |